# Уклеба, Михаил
Михаил Уклеба (груз. მიხეილ უკლება; род. 15 апреля 1953 года, Батуми, Грузинская ССР, СССР) — грузинский дипломат и политик. Чрезвычайный и полномочный посол Грузии на Украине (2013—2017).

## Биография
Родился 15 апреля 1953 года в Батуми.
В 1977 году окончил биологический факультет Тбилисского государственного университета, а в 1985 году — факультет международных экономических отношений Всесоюзной академии внешней торговли.
В 1985—1989 гг. — старший экономист в торговом представительстве СССР в Ираке .
В 1989—1998 гг. — старший экономист, начальник отдела иностранных дел, первый заместитель главы МИД Грузии.
В 1998—2001 гг. — министр государственного имущества Грузии.
В 2001—2005 гг. — посол по особым поручениям, заместитель министра иностранных дел Грузии.
В 2005—2008 гг. — чрезвычайный и полномочный посол Грузии в КНР .
В 2008—2012 гг. — чрезвычайный и полномочный посол Грузии в Болгарии .
С апреля 2013 — чрезвычайный и полномочный посол Республики Грузия в Киеве .
5 июля 2013 вручил верительные грамоты президенту Украины Виктору Януковичу.